# Cascada Browne
La Cascada Browne (Browne Falls, en inglés) es con una caída estimada entre 619 m y 836 m, la mayor cascada de Nueva Zelanda y la 10.ª a nivel mundial, ubicada en el Fiordo de Doubtful Sound, dentro del Parque nacional de Fiordland. La cascada nace en el Lago Browne, ubicado a 836 m s. n. m., el cual a desbordarse, inicia una caída hasta la base con 1130 m de recorrido horizontal y un ángulo de 42°. Recibe su nombre por el pionero fotógrafo aéreo, Victor Crlyle Browne, quien descubrió el lago Browne y las cascadas asociadas en uno de sus vuelos sobre Fiorland en los años 1940s.